# John Rennie (Wissenschaftsjournalist)

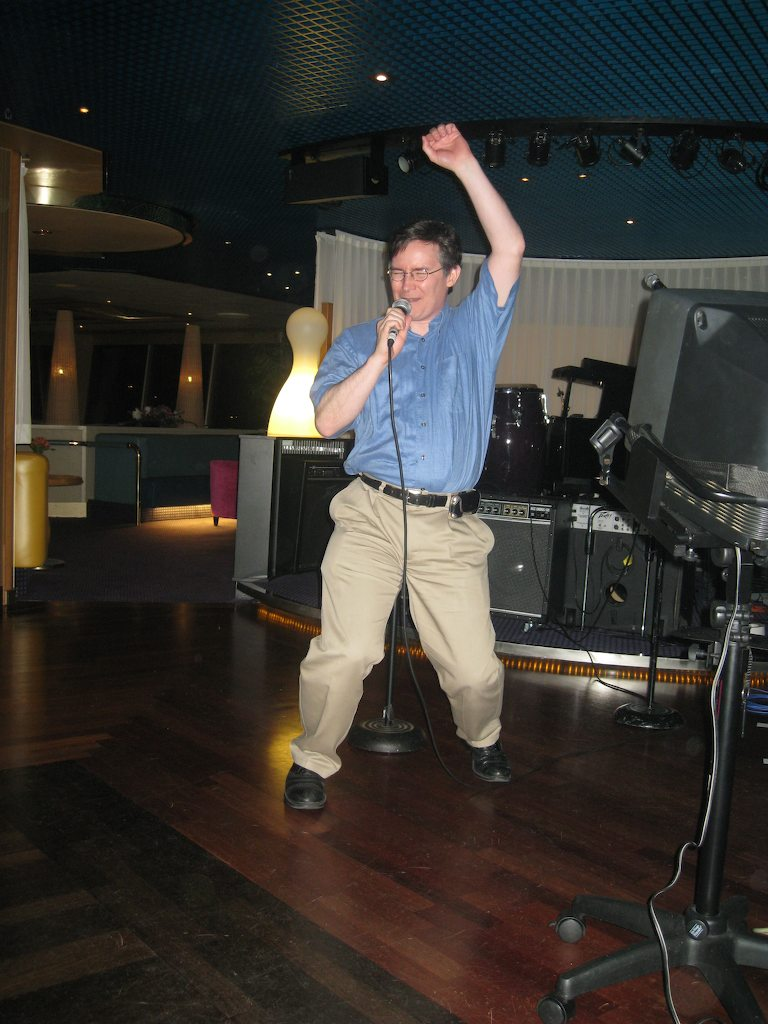
John Rennie

John Rennie (* 1959 bei Boston) ist ein US-amerikanischer Wissenschaftsjournalist. Von Ende 1994 bis Ende 2009 war er der siebte Chefredakteur des Wissenschaftsmagazins Scientific American.
Rennie machte 1981 den Bachelor-Abschluss in Biologie an der Yale University und arbeitete dann einige Jahre als Wissenschaftler an der Harvard Medical School, bevor er seine Karriere als Wissenschaftsjournalist begann. Er schrieb und edierte Artikel über Biologie, Technologie und Medizin. Bereits 1989 war er Mitglied im Board of Editors von Scientific American.
Rennie trat einige Jahre in Improvisationstheatern in New York und in seiner Heimatstadt Boston auf.
Der Council of Scientific Society Presidents ehrte Rennie im Jahr 2000 mit dem Sagan Award for Public Understanding of Science. 2004 verlieh ihm das Potomac Institute for Policy Studies den Navigator Award für wichtige Beiträge zur Förderung der Bedeutung von Wissenschaft und Technik in den USA.

## Belege
1. ↑  Kurzbiografie in Reden-Programm der New York University (engl.) (Memento des Originals vom 24. Mai 2008 im Internet Archive)  Info: Der Archivlink wurde automatisch eingesetzt und noch nicht geprüft. Bitte prüfe Original- und Archivlink gemäß Anleitung und entferne dann diesen Hinweis.
2. 1 2  Kurzbiografie bei Edge (engl.)
3. ↑  Preisträgerliste des Sagan Award for Public Understanding of Science (engl.)
4. ↑  Rennie in Preisträgerliste des Potomac Institutes (engl.)

| Personendaten    | Personendaten                |
| ---------------- | ---------------------------- |
| NAME             | Rennie, John                 |
| KURZBESCHREIBUNG | US-amerikanischer Journalist |
| GEBURTSDATUM     | 1959                         |
| GEBURTSORT       | bei Boston                   |